# Romeo und Julia (Zaimoglu/Senkel)
Romeo und Julia in der Fassung von Feridun Zaimoglu und Günter Senkel ist eine vollständige Neuübersetzung und Bearbeitung des gleichnamigen Shakespeareklassikers, in der Romeo als deutschtürkischer, islamisch geprägter Junge und Julia als deutsches Mädchen aus einer christlichen Familie dargestellt wird. Bei dem 2006 unter der Regie der israelischen Theaterregisseurin Dedi Baron uraufgeführten Stück handelte es sich ursprünglich um eine Auftragsarbeit für das Theater Kiel.
Eine beachtete Inszenierung hatte die Stückfassung auch am Berliner Hebbel am Ufer.
Das Rollenbuch ist über den Rowohlt Theater Verlag erhältlich.

## Handlung
Ort der Handlung ist das Deutschland der Gegenwart. Ein deutschtürkischer Gigolo, genannt Romeo, und die Deutsche Julia verlieben sich ineinander. Sowohl die türkisch-islamisch geprägte Familie des Jungen als auch die in der christlichen Traditionen verwurzelte Sippe des Mädchens sind darüber alles andere als erfreut. Ethnisch und religiös motivierte Konflikte zwischen den Familien, die sich insbesondere in Kämpfen der Jugendlichen entladen, brechen auf. Die in einer vorurteilsvollen Welt aufgewachsenen Liebenden („Als Kind hat man mich gewarnt: Hüte dich vor dem Zigeunerhändler, hüte dich vor dem Türkenmann!“, „Dein Name steht für die Barbarensitte, Frauen in schwarze Hüllen zu stecken.“), zeigen sich letztlich unbeeindruckt und stehen trotz aller Schwierigkeiten zu ihrer Liebe. Dem möglichen Happy End, einer Trauung nach islamischen Ritus, folgt am Ende aber doch − wie bei Shakespeare − der Tod.
Sowohl Rezensenten als auch die Regisseurin der Uraufführung hoben hervor, dass abgesehen von Sprache und inhaltlichen Details die Handlungsstruktur selbst sich äußert nah an Shakespeare halte. „Wir wissen doch alle: wenn man den Menschen ihre Wurzel wegnimmt, oder irgendwas, woran sie glauben, dann werden sie zu Pitbulls.“ erklärt Zaimoglu die mögliche Projektion des uralten Stoffes auf die ausgewählte zeitgenössische Szenerie. „Die Christenfamilie fällt in ihr Christentum zurück, wenn Türkenjungen ihr in die Quere kommen, ihre Frauen anmachen und ihr die Arbeit wegnehmen. Die Muselmanenfamilie entdeckt ihren Ahnenglauben, wenn es darum geht, Romeo zu mahnen, seine Sippe nicht aufzugeben. Die Besinnung auf eigene Werte geschieht nur angesichts des Feindes.“

## Aufnahme
Ruth Bender von den Kieler Nachrichten sah eine „spannende Premiere am Schauspielhaus“. Das Publikum habe die Inszenierung „anhaltend gefeiert“. Die Sprache zeige sich in der beziehungsreichen Fassung „von allen Facetten von komisch bis tödlich: Wenn Mercutio den türkischen Freunden Benvolio und Romeo wütend deren Angepasstheit vorhält: „Ihr lebt ja schon so lange unter uns …“ Wenn nicht mal die Eltern Capulet eine gemeinsame Sprache haben. Wenn der Hodscha, hier anstelle von Pater Lorenzo Romeos Berater, schlafmützig-feinsinnig fragt, ob die Liebe zwischen Mann und Frau wohl die Fremdheit überstehe, und (die) frech-bodenständige Zofe das Fremde plötzlich als Reiz entdeckt. Und mitten im Kommunikations-Wooling haben Romeo und Julia ihren Spaß daran, sich in ihre Gegensätzlichkeit zu entdecken.“ Henryk M. Broder äußerte auf Spiegel Online in Bezug auf Romeo und Julia „ein grundsätzliches Problem mit der Adaptation von Klassikern“ und fragte den Autoren: „Kann man nicht gleich ein neues Stück schreiben über einen muslimischen Jungen und ein christliches Mädchen oder umgekehrt, und das Ganze spielt in Altona oder in Neukölln heute?“ Zaimoglu erklärte, dass bei Auftragsarbeiten der äußere Rahmen oft vorgegeben sei.
Aufsehen erregte nach der Aufführung in Kiel Zaimolglus/Senkels Romeo und Julia in der Berliner Inszenierung des Kreuzberger Filmemachers Neco Çelik im Hebbel am Ufer, die beispielsweise in der Wochenzeitung Die Zeit als „kein Abend für Schöngeister“ (Gerhard Jörder) oder von der Berliner Zeitung als „gescheitert“ (Ulirich Seidler) verrissen wurde. Celik hatte das Stück im Rahmen des Migrations-Festivals Beyond Belonging fast ausschließlich mit jungen Laiendarstellern mit türkischen Wurzeln besetzt. Für diese Aufführung schuf Enis Rotthoff eine alternative Bühnenmusik. Bei den Wiesbadener Literaturtagen 2007 wurde das Stück mit den Hauptdarstellern der Berliner Aufführung als szenische Lesung dargeboten.